# قناة الأونروا
قناة الأونروا (Unrwa TV) هي قناة تلفزيونية فضائية فلسطينية، انطلقت عام 2010، وتبث من مدينة غزة، وتتبع لوكالة الأمم المتحدة لإغاثة وتشغيل اللاجئين الفلسطينيين (الأونروا)، وهي قناة تعليمية ثقافية. تعمل القناة على القمر الصناعي نايل سات بشكل مجاني.

## عن القناة
تعمل قناة الأونروا لمدة 17 ساعة يوميًا من الساعة 7:00 إلى 24:00، وهي قناة تابعة لوكالة الأمم المتحدة لإغاثة وتشغيل اللاجئين الفلسطينيين التي تقدم الدعم لهم في كل من غزة والضفة الغربية وسوريا ولبنان والأردن، وهي ممولة من التبرعات التطوعية المقدمة لها من طرف الدول الأعضاء للأمم المتحدة.
توفر قناة الأونروا مجموعة متنوعة من مواد التعلم الذاتي والمعلومات الإنسانية ذات الصلة عن اللاجئين الفلسطينيين في المنطقة، إضافة لمسلسل الحارة وهو مسلسل درامي للأطفال ومقاطع موسيقية، وبرنامج المطبخ الميني علي أساس المساعدة الغذائية المقدمة من الأونروا. يتابع القناة عدد كبير من المشاهدين في الوطن العربي.

## أبرز البرامج
- الحارة
- أبجد
- Magic English Club